# Viškovci (Pleterniceszentmiklós)
Viškovci (1991-ig Požeški Viškovci) magyarul: Viskóc, falu Horvátországban, Pozsega-Szlavónia megyében. Közigazgatásilag Pleterniceszentmiklóshoz tartozik.

## Fekvése
Pozsegától 7 km-re keletre, községközpontjától 5 km-re északnyugatra, a Pozsegai-medencében, a Pozsegáról Pleterniceszentmiklósra vezető út mentén, Srednje Selo és Blacko között, az Orljava jobb partján fekszik.

## Története
A települést 1400-ban „Viskouch” néven az Orbovai család birtokaként említik először.
A török uralom idején katolikus és muzulmán hitre tért horvátok lakták. Neve szerepel az 1545-ös török defterben. A török kiűzése során a muzulmán lakosság Boszniába távozott. Helyükre Boszniából érkezett katolikus horvátok települtek. 1698-ban „Viskovacz” néven 7 portával szerepel a török uralom alól felszabadított szlavóniai települések összeírásában. 1730ban 12, 1758-ban 14 ház állt a településen.
Az első katonai felmérés térképén „Dorf Viskovacz” néven található. Lipszky János 1808-ban Budán kiadott repertóriumában „Viskovacz” néven szerepel. Nagy Lajos 1829-ben kiadott művében „Viskovacz” néven 9 házzal, 97 katolikus vallású lakossal találjuk.
A településnek 1857-ben 81, 1910-ben 201 lakosa volt. 1910-ben a népszámlálás adatai szerint lakosságának 99%-a horvát anyanyelvű volt. Pozsega vármegye Pozsegai járásának része volt. Az első világháború után 1918-ban az új szerb-horvát-szlovén állam, majd később (1929-ben) Jugoszlávia része lett. 1991-ben lakosságának 97%-a horvát nemzetiségű volt. A településnek 2011-ben 234 lakosa volt.

## Lakossága
| Lakosság változása | Lakosság változása | Lakosság változása | Lakosság változása | Lakosság változása | Lakosság változása | Lakosság változása | Lakosság változása | Lakosság változása | Lakosság változása | Lakosság változása | Lakosság változása | Lakosság változása | Lakosság változása | Lakosság változása | Lakosság változása |
| ------------------ | ------------------ | ------------------ | ------------------ | ------------------ | ------------------ | ------------------ | ------------------ | ------------------ | ------------------ | ------------------ | ------------------ | ------------------ | ------------------ | ------------------ | ------------------ |
| 1857               | 1869               | 1880               | 1890               | 1900               | 1910               | 1921               | 1931               | 1948               | 1953               | 1961               | 1971               | 1981               | 1991               | 2001               | 2011               |
| 81                 | 83                 | 91                 | 143                | 201                | 201                | 209                | 214                | 190                | 190                | 203                | 232                | 239                | 271                | 270                | 234                |

## Nevezetességei
A Pozsegáról Pleternicára vezető úttól délre az Orljava jobb partja fölé emelkedő 364 méteres, meredeken emelkedő magaslaton találhatók Viskóc várának romjai. A vár a természet adta környezet miatt jól védhető helyen áll, csak a déli oldalon kellett árokkal elválasztani a terepszinttől. Ovális alaprajzú, nagyméretű erősség volt, melynek hosszanti oldala észak-déli irányban húzódott. Központi része a három méteres vastagságú falakkal rendelkező torony volt, mely a déli védőfalra támaszkodott. A torony ma is mintegy húsz méteres magasságban áll, csak a felső részén hiányzik az egykori külső burkolat. Az egykori várpalota és a lakórészek a nyugati oldalon találhatók. A védőfalak is aránylag jó állapotban állnak, láthatóan a közelben kitermelt kövekből épültek. Az építés késői fázisában az északi oldalra négyszögletes tornyot építettek az első emeleti részen mélyedéses ablakokkal. A vár jó állapota azzal lehet összefüggésben, hogy a főbb útvonalaktól távol esik, ezért a török nem rakott bele őrséget. Így megmenekült a felszabadító háborúk ostromaitól is. Építési körülményeiről semmilyen adat nem áll rendelkezésre. Építési stílusából következtetve építése a Raholca melletti Óvárral áll összefüggésben.